# UNITER 2013
Ediția a XXI-a a Premiilor UNITER a avut loc în 13 mai 2013, la Teatrul Național „Vasile Alecsandri” din Iași.

## Echipa
Organizatori: UNITER, Consiliul Județean Iași, TVR și Teatrul National Iași.
Juriu nominalizări

Criticii de teatru:
- Maria Zărnescu
- Mircea Morariu
- Ion Parhon

Juriu
- Adi Cărăuleanu – actor
- Florica Ichim – critic de teatru
- Ludmila Patlanjoglu – critic de teatru
- Sanda Manu – regizor
- Viorica Petrovici – scenograf .

## Nominalizări și câștigători

### Cel mai bun spectacol
- Călătoriile lui Gulliver, exerciții scenice inspirate din opera lui Jonathan Swift la Teatrul Național „Radu Stanca” din Sibiu
- D'ale noastre de Gigi Căciuleanu la Teatrul Național București
- Platonov de A.P. Cehov la Teatrul Național „Radu Stanca” Sibiu

### Cea mai bună regie
- Alexandru Dabija pentru regia spectacolului Două loturi la Teatrul Național București
- Radu Afrim pentru regia spectacolului Năpasta la Teatrul Național București
- Silviu Purcărete pentru regia spectacolului Călătoriile lui Gulliver la Teatrul Național „Radu Stanca” Sibiu

### Cel mai bun actor în rol principal
- George Costin pentru rolul Maiorul din spectacolul Familia Tót la Centrul Cultural pentru UNESCO „Nicolae Bălcescu” București
- Lari Giorgescu pentru rolurile din spectacolul D'ale noastre la Teatrul Național București
- Nicu Mihoc pentru rolul titular din spectacolul Platonov la Teatrul Național „Radu Stanca” Sibiu

### Cea mai bună actriță în rol principal
- Imola Kézdi pentru rolul titular din spectacolul Hedda Gabler la Teatrul Maghiar de Stat din Cluj
- Emilia Dobrin pentru rolul Capra din spectacolul Capra cu trei iezi la Teatrul ACT București
- Tania Popa pentru rolul Fata din spectacolul Fata din curcubeu la Teatrul Național București

### Cel mai bun actor în rol secundar
- András Hatházi pentru rolul Judecătorul Brack din spectacolul Hedda Gabler la Teatrul Maghiar de Stat Cluj
- Bányai Kelemen Barna pentru rolul Florin din spectacolul Beznă de mină la Teatrul Național din Târgu Mureș – Compania „Tompa Miklós”
- Marius Manole pentru rolul Povestitorul din spectacolul Două loturi la Teatrul Național București

### Cea mai bună actriță în rol secundar
- Enikő Györgyjakab pentru rolul Doamna Elvsted din spectacolul Hedda Gabler la Teatrul Maghiar de Stat Cluj
- Ofelia Popii pentru rolul Sofia Egorovna din spectacolul Platonov la Teatrul Național „Radu Stanca” Sibiu
- Olga Török pentru rolul Sylvia din spectacolul Fetița din bolul peștelui auriu la Teatrul German de Stat Timișoara

### Cea mai bună scenografie
- Helmut Stürmer pentru scenografia spectacolului Două loturi la Teatrul Național București
- Dragoș Buhagiar pentru scenografia spectacolului Călătoriile lui Gulliver la Teatrul Național „Radu Stanca” Sibiu
- Adrian Damian pentru scenografia spectacolului Viața e vis la Teatrul Național din Timișoara

### Cel mai bun spectacol de teatru radiofonic
- Suzana, scenariul și regia artistică Ilinca Stihi, producție a SRR
- Cei din urmă vor fi cei din urmă, scenariul și regia artistică Gavriil Pinte, producție a SRR
- D’ale carnavalului, adaptarea radiofonică și regia artistică Alexandru Darie, producție a SRR

### Debut
- Silvia Török pentru rolul Iris dinspectacolul Fetița din bolul peștelui auriu la Teatrul German de Stat Timișoara
- Vlad Bîrzanu pentru rolul Flaut, cârpaci de foale din spectacolul Visul unei nopți de vară la Teatrul „Anton Pann” Râmnicu Vâlcea
- Rareș Florin Stoica pentru rolul Claudio din spectacolul Băiatul din ultima bancă la Teatrul Național București

### Premiul pentru critică teatrală
- Octavian Saiu
- Oltița Cîntec
- Cristina Rusiecki

## Premiile Senatului UNITER

### Premiul de Excelență
- Teatrul Național București pentru conceperea și realizarea excepțională a Programului CARAGIALE 2012

### Premiul pentru întreaga activitate
- Actor: Matei Alexandru
- Actriță: Leni Pințea-Homeag
- Regizor: Alexandru Colpacci
- Scenografie: Marfa Axenti
- Critică și istorie teatrală: Constantin Paiu

### Premiul președintelui UNITER
- Emil Brumaru

### Premii speciale
- Premiul special pentru muzică de teatru: Tibor Cári
- Premiul special pentru Teatru de Păpuși și Marionete: Liviu Berehoi
- Premiul special pentru o viață dedicată poeziei autentice: Tudor Gheorghe

### Premiul Mecena
- Carmen Palade Adamescu, Președinte, Unirea Shopping Center

### Premiul British Council (premiu găzduit) pentru inovație artistică
- Acordat actorului și regizorului Mihai Mălaimare

### Cea mai bună piesă românească a anului 2012
Concurs organizat de UNITER sub egida Casei Regale a României
- Nostalgicii călători de Liviu Lucaci

Juriul concursului de dramaturgie „Cea mai bună piesă românească a anului” a fost compus din criticii de teatru Marina Constantinescu, Adriana Popescu și Marian Popescu.

## Film
- Festivalul Național de Teatru – Ediția 2013 — serie de 6 episoade, producție TVR în colaborare cu UNITER.[3]

1. Primul vis: Dincolo de visele împlinite
2. Al doilea vis: Umbre în spatele măștilor
3. Al treilea vis: Trezirea în oglinda lui Caragiale
4. Al patrulea vis: Spectacolele – Vise de artiști
5. Al cincilea Vis : Măria Sa – marele Prefăcut !
6. Ultimul vis:  Sfârșitul nopții – Ziua de mâine